# Infomedia
Infomedia est une société française de création de jeu vidéo, créée en 1986 par Marc Fajal et Michel Centelles aidés par l'ANVAR (organisme d'aide à l'innovation). Elle ferma définitivement ses portes en 2000.

## Liste de logiciels
- 1986 - Floopy 64 (Journal informatique sur disquette)
- 1986 - Floopy Amstrad
- 1987 - Floopy Atari ST
- 1987 - Floopy Amiga

## Liste de jeux
- 1988 - Explora: Time Run (titre international : Chrono Quest)
- 1989 - Explora II (titre international : Chrono Quest II)
- 1989 - RockStar
- 1990 - Explora III
- Cars (non sorti)
- 1998 - Syco en forêt méditerranéenne